# 너의 뮤즈, 나의 여신
너의 뮤즈, 나의 여신은 2024년 12월 12일에 방송된 펄스픽 드라마이다.

## 등장인물
- 한기웅
- 조아영
- 이민기
- 우영
- 최아론